# Balitora vanlani
Balitora vanlani är en fiskart som beskrevs av Nguyen 2005. Balitora vanlani ingår i släktet Balitora och familjen grönlingsfiskar. IUCN kategoriserar arten globalt som otillräckligt studerad. Inga underarter finns listade.